# (25514) Lisawu
(25514) Lisawu est un astéroïde de la ceinture principale d'astéroïdes.

## Description
(25514) Lisawu est un astéroïde de la ceinture principale d'astéroïdes. Il fut découvert le 7 décembre 1999 à Socorro (Nouveau-Mexique) par le projet LINEAR. Il présente une orbite caractérisée par un demi-grand axe de 2,52 UA, une excentricité de 0,06 et une inclinaison de 5,2° par rapport à l'écliptique.

## Compléments